# أنديرس ساندبرغ (عالم حاسوب)
أنديرس ساندبرغ (بالسويدية: Anders Sandberg) هو عالم حاسوب سويدي، ولد في 11 يوليو 1972 في بلدية سولنا في السويد.